# Comuna Plaški, Karlovac
Plaški (sârbă Плашки) este o comună în cantonul Karlovac, Croația, având o populație de 2.090 de locuitori (2011).

## Demografie
Componența etnică a comunei Plaški
     Croați (51,39%)
     Sârbi (45,55%)
     Necunoscut (1,82%)
     Neclasificat (1,15%)
Componența confesională a comunei Plaški
     Catolici (50,14%)
     Ortodocși (44,31%)
     Fără religie și atei (1,1%)
     Necunoscută (2,34%)
     Alte religii (2,11%)
Conform recensământului din 2011, comuna Plaški avea 2.090 de locuitori. Din punct de vedere etnic, majoritatea locuitorilor (51,39%) erau croați, cu o minoritate de sârbi (45,55%). Apartenența etnică nu este cunoscută în cazul a 1,82% din locuitori. Din punct de vedere confesional, majoritatea locuitorilor (50,14%) erau catolici, existând și minorități de ortodocși (44,31%) și persoane fără religie și atei (1,1%). Pentru 2,34% din locuitori nu este cunoscută apartenența confesională.